# Liparis antarcticus
Liparis antarcticus är en fiskart som beskrevs av Putnam, 1874. Liparis antarcticus ingår i släktet Liparis och familjen Liparidae. Inga underarter finns listade i Catalogue of Life.